# سفارة تونس لدى الكويت
سفارة تونس لدى الكويت هي البعثة الدبلوماسية لجمهورية تونس لدى دولة الكويت، وتقع بالعاصمة الكويت.

## السفراء
سفراء تونس لدى الكويت هم على التوالي:
| الاسم          | تاريخ التعيين  | م     |
| -------------- | -------------- | ----- |
| الهاشمي عجيلي  | 12 سبتمبر 2020 | [ 2 ] |
| أحمد بن الصغير |                |       |